# Nokia Talkman

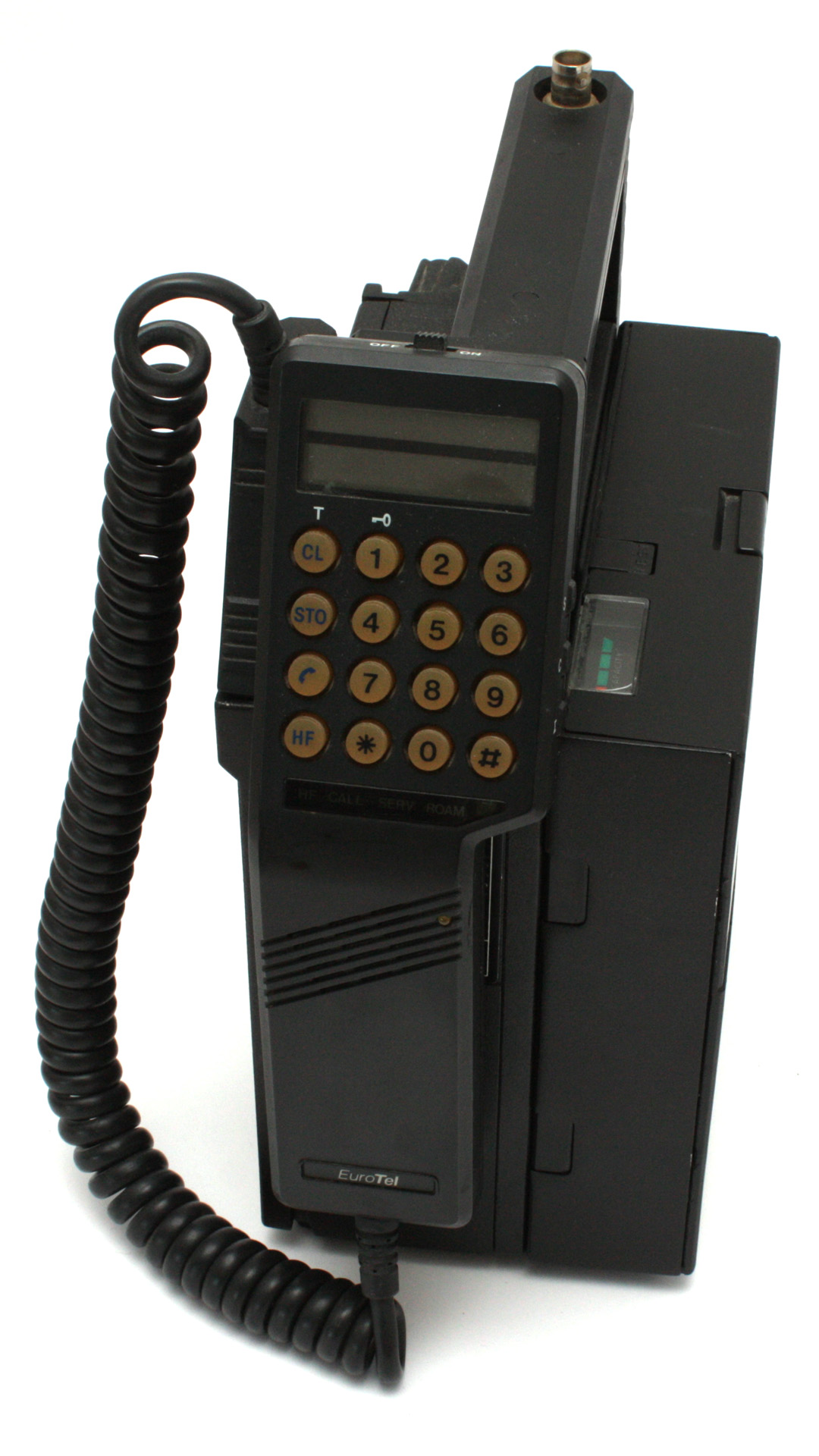
Nokia Talkman

Nokia Talkman, konkrétně model Nokia MD59 CS, jak zní jeho přesné označení, byl první mobilní telefon prodávaný v České republice. Začal se prodávat v roce 1991, prodával jej tehdy operátor Eurotel. Nokia Talkman používal dva olověné akumulátory.